# Umeå stad
Denna artikel handlar om den tidigare kommunen Umeå stad. För orten se Umeå, för dagens kommun, se Umeå kommun.

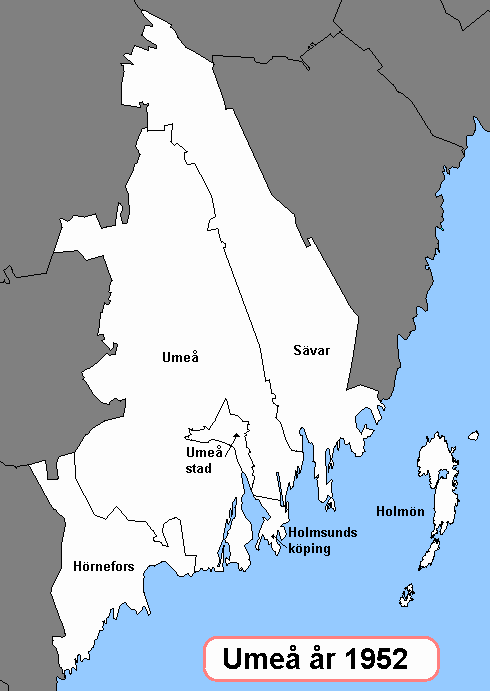
Kommuner runt Umeå år 1952.
Om inget annat anges är det en landskommun.

Umeå stad var en stad och kommun i Västerbottens län. Kommunkod åren 1952–1970 var 2480.

## Administrativ historik
Umeå stad, som fick stadsprivilegier för första gången år 1588 och sedan på nytt igen år 1622, inrättades som stadskommun den 1 januari 1863 när 1862 års kommunalförordningar trädde i kraft. Kommunreformen 1952 påverkade inte indelningarna i området, då varken Västerbottens eller Norrbottens län berördes av reformen.
Den 1 januari 1965 inkorporerades i staden Umeå landskommun med 21 585 invånare och omfattande en areal av 1 139,65 kvadratkilometer land.
1 januari 1967 överfördes från Holmsunds köping till staden och stadsförsamlingen ett obebott område med en areal av 0,48 kvadratkilometer, varav 0,05 kvadratkilometer land.
Den 1 januari 1971 infördes enhetlig kommuntyp och Umeå stad ombildades därmed utan någon territoriell förändring till Umeå kommun.

### Judiciell tillhörighet
Umeå stad hade egen jurisdiktion i sin rådhusrätt till 1 januari 1971, då denna avskaffades och uppgick i Umeå tingsrätt.

### Kyrklig tillhörighet
I kyrkligt hänseende hörde staden till Umeå stadsförsamling, utbruten 30 augusti 1646 ur Umeå landsförsamling. 1 januari 1965 tillkom de tre församlingarna Tavelsjö, Teg och Umeå landsförsamling när Umeå landskommun inkorporerades i staden.

### Sockenkod
För registrerade fornfynd med mera så återfinns staden inom ett område definierat av sockenkod 0155 som motsvarar den omfattning staden hade kring 1950.

## Stadsvapnet
Blasonering: I blått fält tre avskurna renhuvuden av silver, ordnade två och ett, och med röd beväring, därest dylik kan komma till användning. Detta vapen fastställdes av Kungl. Maj:t 1947. Vapnet förs idag av den nuvarande Umeå kommun. Se artikeln om Umeå kommunvapen för mer information.

## Geografi
Umeå stad omfattade den 1 januari 1952 en areal av 32,77 km², varav 29,57 km² land.

### Tätorter i staden 1960
I Umeå stad fanns del av tätorten Umeåa, som hade 22 507 invånare i staden den 1 november 1960. Tätortsgraden i staden var då 99,8 procent.

## Politik

### Mandatfördelning i Umeå stad, valen 1919–1966
| 2 | 12 | 16 |

| 28 |

| 2 | 11 | 17 |

| 28 |

|  | 2 | 13 | 14 |

| 25 | 5 |

| 8 | 4 | 5 | 13 |

| 28 |

| 10 | 7 | 13 |

| 29 |

| 12 |  | 6 | 11 |

| 29 |

| 14 | 6 | 10 |

| 27 |

| 15 | 6 | 9 |

| 26 |

| 13 | 9 | 8 |

| 25 | 5 |

| 14 | 10 | 6 |

| 25 | 5 |

| 14 | 10 | 6 |

| 25 | 5 |

| 16 |  | 9 | 9 |

| 29 | 6 |

| 17 | 2 | 10 | 6 |

| 27 | 8 |

| 21 | 8 | 13 | 8 |

| 42 | 8 |

| 19 | 10 | 13 | 8 |

| 44 |

För valresultat efter 1966, se: Umeå kommun.

## Rådhusrätten

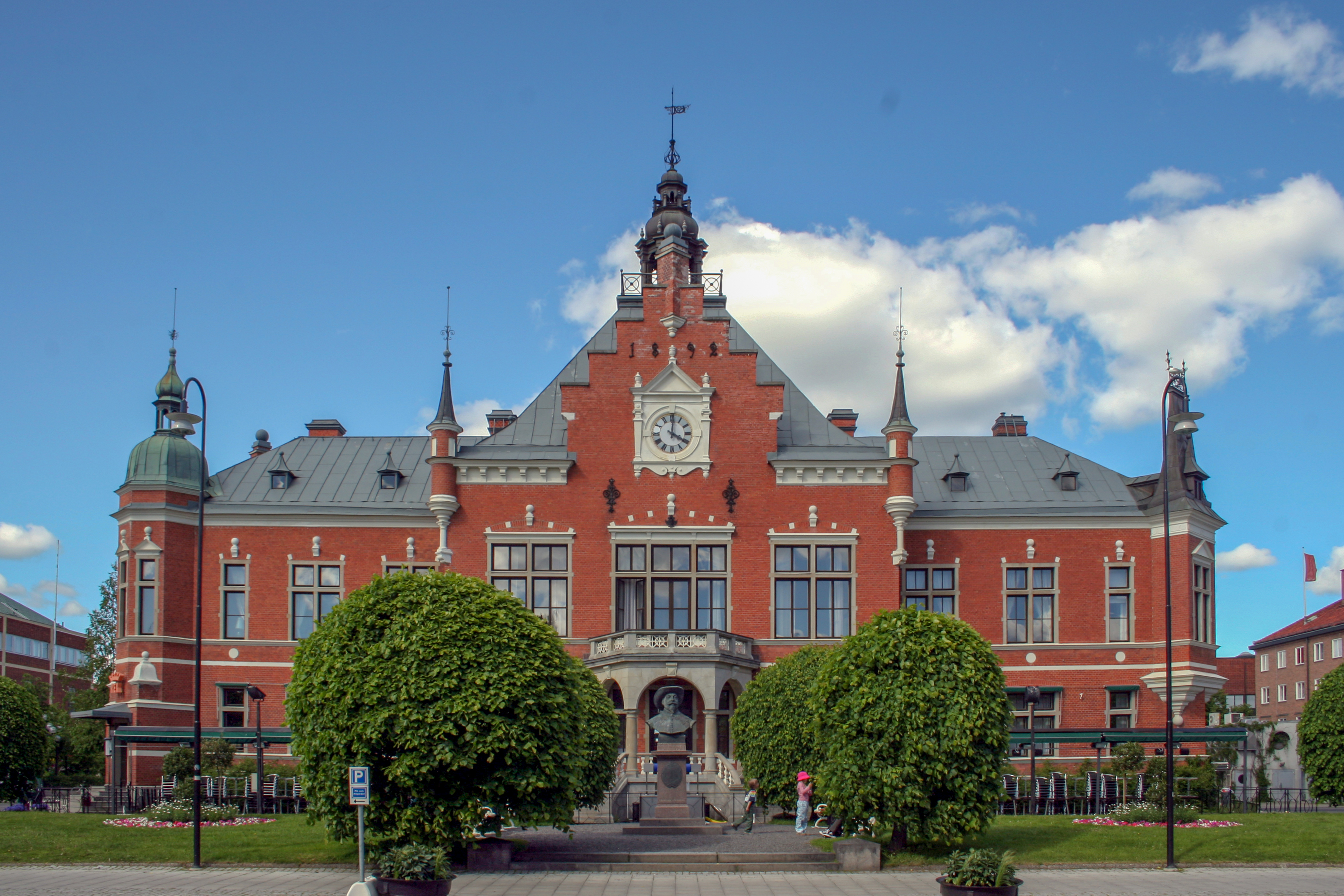
Umeå rådhus.

Umeå stad hade egen jurisdiktion med rådhusrätt, som lydde under Svea hovrätt fram till 1936 och sedan under Hovrätten för Övre Norrland. Rådhusrätten upphörde 1 januari 1971 i samband med Tingsrättsreformen i Sverige, då de sista kvarvarande rådhusrätterna samt häradsrätterna omvandlades till tingsrätter. Umeå rådhusrätt blev då Umeå tingsrätt.

### Borgmästare
Se även Lista över borgmästare i Umeå
| Ämbetstid | Namn                  | Levnadstid |
| --------- | --------------------- | ---------- |
| 1844–1891 | Johan Gustaf Rothoff  | 1812–1891  |
| 1892–1914 | Albin Ahlstrand       | 1860–1925  |
| 1915–1935 | Peter Arvid Svanström | 1884–1935  |
| 1936–1938 | Gudmund Welinder      | 1898–1947  |
| 1939–1945 | Gustaf Johansson      | 1896–1956  |
| 1945–1956 | Arne Fallenius        | 1910–1993  |
| 1957–1970 | Sigvard Bälter        | 1915–1998  |